# Metro Pictures Corporation
Metro Pictures Corporation est une société de production de cinéma américaine, créée en 1915, qui fusionnera au sein de la Metro-Goldwyn-Mayer en 1924.

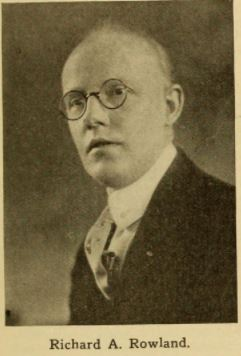
Richard A. Rowland

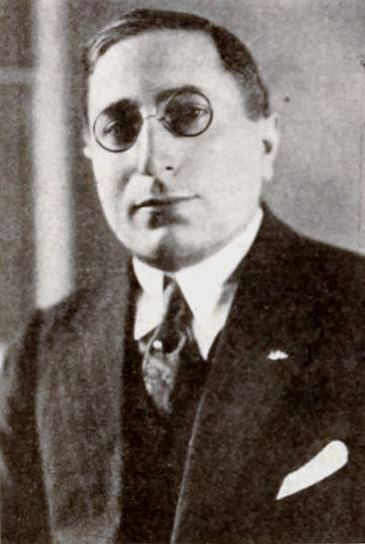
Louis B. Mayer

## Création

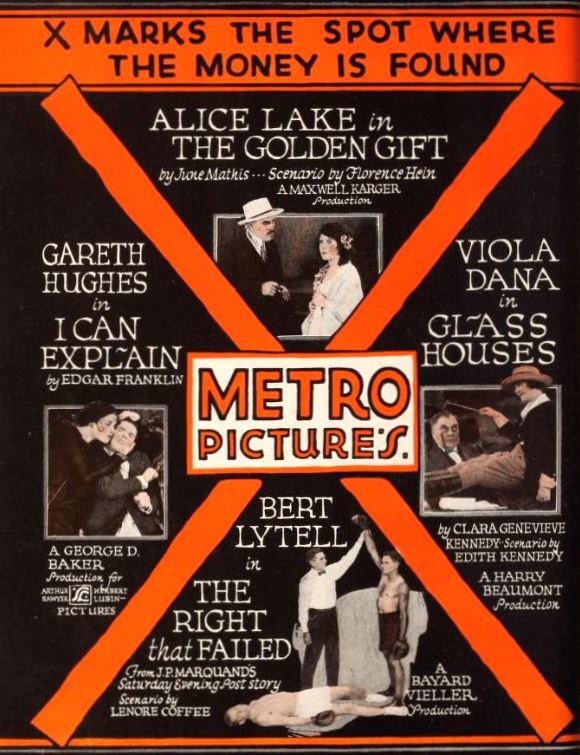
Publicité pour Metro Pictures

Metro Pictures Corporation est créée en janvier 1915 pour reprendre les actifs de Alco Film Corporation, par Richard A. Rowland et James B. Clark de Rowland & Clark, George A. Grombacher, Joseph W. Engle, Louis B. Mayer et Otto N. Davies. Ses bureaux sont installés dans le building Heidelberg, 42e rue et Broadway à New York.
Metro Pictures commence par être distributeur puis dès mars 1915 produit son premier film "Satan Sanderson" de John W. Noble (en). Dès 1915 également ils installent leurs studios à Hollywood au 6300 Romaine Street,.

## Fusion au sein de la MGM
Malgré une production de films assez importante (environ 60 films par an), la Metro a des problèmes financiers, dus en partie aux montants importants dépensés pour acquérir les droits d'œuvres majeures, comme Les Quatre Cavaliers de l'Apocalypse (es) de Vicente Blasco Ibáñez. En 1920, son catalogue est racheté par Loew's Incorporated. D'un autre côté, Louis B. Mayer a créé à Los Angeles la Louis B. Mayer Pictures Corporation, avec un studio à Culver City, tout en continuant à faire partie de la Metro.
En 1924, Marcus Loew rachète les deux sociétés de Louis B. Mayer et les fusionne avec la Goldwyn Picture Corporation pour créer la Metro-Goldwyn-Mayer,.